# Wesley Conrad Wehr
Wesley Conrad Wehr (* 17. April 1929 in Everett, Washington; † 12. April 2004 in Seattle, Washington) war ein US-amerikanischer Maler, Komponist, Schriftsteller und Paläobotaniker. Er ist bekannt für seine Beiträge zur Kunstszene des pazifischen Nordwestens und für seine wissenschaftlichen Arbeiten auf dem Gebiet der Paläobotanik.

## Leben
Wesley Conrad Wehr wurde 1929 in Everett im US-Bundesstaat Washington geboren. Er studierte Musik an der University of Washington, wo er 1951 den Bachelor-Abschluss und 1954 den Master-Abschluss erwarb. Ende der 1940er Jahre begann er eine enge Freundschaft mit dem Maler Mark Tobey, dem er Klavierunterricht gab. Diese Beziehung führte ihn in die Kunstszene der Northwest School ein, wo er mit Künstlern wie Morris Graves und Helmi Juvonen in Kontakt kam. 
Neben seiner künstlerischen Tätigkeit entwickelte Wehr ein starkes Interesse an der Paläobotanik. Er wurde Kurator für Paläobotanik und wissenschaftlicher Mitarbeiter für Paläontologie am Burke Museum der University of Washington. In dieser Funktion trug er wesentlich zum Verständnis der Pflanzenwelt des Känozoikums bei.

## Werk
Wesley Conrad Wehrs künstlerisches Werk umfasst vor allem kleinformatige Landschaftsgemälde, die für ihre abstrakte Darstellung und subtile Farbgebung bekannt sind. Seine Werke spiegeln häufig die Landschaften des pazifischen Nordwestens wider und zeugen von einer tiefen Verbundenheit mit der Natur. Als Komponist und Schriftsteller war er vielseitig begabt und veröffentlichte mehrere Memoiren, darunter The Eighth Lively Art und The Accidental Collector, in denen er seine Erfahrungen in der Kunstszene des Nordwestens beschreibt. 
Wesley Wehrs Werke wurden erstmals 1967 in einer Einzelausstellung in der Otto Seligman Gallery gezeigt. Zwei Jahre später, 1969, wurden seine Werke in der Francine Seders Gallery und in den Humboldt Galleries in San Francisco ausgestellt. Seine Werke wurden für den Pavillon des Staates Washington auf der Expo ’70 in Osaka, Japan, ausgewählt. Im selben Jahr hatte er seine erste museale Einzelausstellung im Whatcom Museum of History and Art in Bellingham. 1973 wurden seine Bilder in einer Einzelausstellung in der Shepherd Gallery gezeigt. 1976 wurde er mit einer Ausstellung in der Galerie Rosenau in Bern, Schweiz, international bekannt. 1977 hatte er wieder eine Ausstellung in der Galerie Rosenau in Bern, gefolgt von Ausstellungen in Basel und in der Galerie für Moderne Kunst in München. 
Colin Graham, Direktor der Art Gallery of Greater Victoria in British Columbia, bezeichnete Wehr als den „Poeten des atmosphärischen Himmels des pazifischen Nordwestens“. „Er ist ein leidenschaftlicher Beobachter seiner schweren Wolkenmassen und der fein nuancierten Veränderungen von Ton und Licht, besonders in dämmrigen Momenten. Die Tatsache, dass er ein ausgebildeter Musiker und Komponist ist, hilft zu erklären, warum seine Landschaften und Himmelsansichten von einer stillen Art visueller Musik durchdrungen sind“ (Graham). Colin Graham kuratierte 1980 eine Retrospektive von Wehrs Gemälden in der Art Gallery of Greater Victoria.